# Estola longeantennata
Estola longeantennata är en skalbaggsart som beskrevs av Stefan von Breuning 1940. Estola longeantennata ingår i släktet Estola och familjen långhorningar.
Artens utbredningsområde är Paraguay. Inga underarter finns listade i Catalogue of Life.